# Os Debiloides
Os Debiloides é uma série de desenho animado, produzida pela Hanna-Barbera. Estreou em 28 de outubro de 1995 e teve apenas uma temporada, com 13 episódios. No Brasil, a série foi originalmente lançada em VHS pela Top Tape, que também distribuiu e lançou o filme no país. Já na televisão, estreou em 1996 pelo Cartoon Network, sendo exibido no canal até 2004. Na TV aberta, o desenho foi exibido entre 1997 e 1998 no programa Angel Mix da Globo, depois foi exibido no final de 2004 dentro do Sábado Animado do SBT. Também já foi apresentado nos primórdios do canal Tooncast, sendo apresentado no Brasil pela última vez.

## História
Um spin-off do filme Débi e Loide, estrelado por Jim Carrey e Jeff Daniels.
Seguindo a mesma temática do filme, a história trata de Harry e Lloyd, dois amigos extremamente desastrados e confusos e suas andanças pelos Estados Unidos em seu furgão com cara de cachorro. A diferença é que agora os dois são acompanhados por um castor fêmea chamada Kitty, que demonstra mais inteligência que os dois rapazes.

## Lista de episódios
1. O Furgão Amigo (Otto's Best Friend)
2. Sorte Danada / Os Imbecis (Dumb Luck / Dumbbells)
3. Debiloides Demais (Top Dumbs)
4. O Prisioneiro / Nem Chuva, Nem Granizo, Nem Bobeira (Dixie Dolts / Neither Rain Nor Sleet Nor Dumbness)
5. O Cavalo Besta / Insensatos em Seattle / Hum, Que Delícia (Horse Non-sense / Senseless in Seattle / Mmm, Cheesy)
6. Mudanças Quebradas / Ser ou Não Ser Abelha (Movers and Breakers / To Bee Or Not To Bee)
7. Sonhe Gritando / Na Maior Velocidade (Dream a Little Scream / Speed and Speedier)
8. Papai Noel de Araque / No Buraco Certo (Santa Klutz / Hole in Something)
9. Cérebro, Cérebro, Me Deixe em Paz (Brain, Brain, Go Away)
10. Comida Caseira (Home Cookin')
11. Abotinada / Mordidos no Paraíso (Bootcampers / Overbite in Paradise)
12. Lascado pra Valer / Loucuras na Lavandolândia (Chipped Dip / Laundryland Lunacy)
13. Harry, Canário do Palco / Os Alienígenas (Harry Canary / Alienated)